# Trofeo Baracchi 1956
Il Trofeo Baracchi 1956, ottava edizione a coppie dell'omonima corsa ciclistica, si svolse il 4 novembre 1956 da Bergamo a Milano su un percorso di 108km. La vittoria fu appannaggio della coppia svizzero-francese composta da Rolf Graf e André Darrigade, che completarono il percorso in 2h22'01", precedendo gli italiani Fausto Coppi e Riccardo Filippi, che si aggiudicarono il secondo posto, e Giorgio Albani e Donato Piazza, che salirono sul terzo gradino del podio.

## Ordine d'arrivo (Top 10)
| Pos. | Corridore                     | Squadra | Tempo    |
| ---- | ----------------------------- | ------- | -------- |
| 1    | Rolf Graf André Darrigade     |         | 2h22'01" |
| 2    | Fausto Coppi Riccardo Filippi |         | a 30"    |
| 3    | Giorgio Albani Donato Piazza  |         | a 34"    |
| 4    | Cleto Maule Aldo Moser        |         | a 36"    |
| 5    | Albert Bouvet Jacques Dupont  |         | a 2'45"  |
| 6    | Pasquale Fornara Vasco Modena |         | a 3'24"  |
| 7    | Pierino Baffi Fiorenzo Magni  |         | a 4'52"  |
| 8    | Guido Boni Guido Carlesi      |         | a 6'37"  |
| 9    | Vito Favero Antonio Uliana    |         | a 8'24"  |